# 第402砲兵連隊 (フランス軍)
第402砲兵連隊（だいよんひゃくにほうへいれんたい、402e Régiment d'Artillerie：402e RA）は、マルヌ県シャロン＝アン＝シャンパーニュに駐屯する、独立砲兵旅団隷下のフランス陸軍の地対空ミサイル連隊であった。2010年に同旅団が解隊された後は第1機械化歩兵旅団の隷下となったが、2012年に解隊された。
兵種は砲兵、伝統的区分も砲兵である。

## 沿革
- 1923年：第402砲兵連隊が新編される。
- 1964年：地対空ミサイルによる防空を任務とする。

## 最新の部隊編成
- 連隊本部
- 本部管理中隊
- 第1中隊 - ホーク
- 第2中隊 - ホーク
- 第3中隊 - ミストラル
- 第4中隊 - ミストラル
- 直接支援中隊
- 情報中隊
- 基礎訓練中隊
- 予備訓練中隊

## 連隊の任務
連隊は、陸軍部隊に対する広域中高度防空を主として担任する。また特別任務として、ギアナ宇宙センターをはじめ、海外領土や重要施設の防空及びNATO各国軍に対する訓練も行う。

## 主要装備
- GIAT BM92-G1
- FA-MAS
- AA-52
- 12.7mm重機関銃
- ホーク
- ミストラル
- VAB
- P4
- TRM 2000
- TRM 4000